# Mickey Mouse (czasopismo)
Mickey Mouse – polskie czasopismo dla dzieci, ukazujące się od października 1990 do kwietnia 1994 roku (do 1993 roku jako miesięcznik, później jako dwutygodnik) nakładem Egmont American Ltd. Łącznie ukazało się 59 numerów.
Było to pierwsze w powojennej historii Polski (przed wojną w Polsce wydawano Gazetkę Miki) regularne czasopismo zawierające komiksy z bohaterami ze świata Disneya, takimi jak Kaczor Donald czy Myszka Miki, a także pierwsze czasopismo wydawane w Polsce przez Egmont. W styczniu 1993 roku „Mickey Mouse” połączył się z czasopismem „Donald Duck”, przekształcając się w dwutygodnik i zwiększając objętość z 32 do 48 stron. W 1994 roku czasopismo zmieniło tytuł na „Kaczor Donald”.
W „Mickey Mouse” niektóre postacie występujące miały inne imiona niż w pozostałych wydawanych czasopismach i komiksach, np. Goguś Kwabotyn – Gąsior Gladstone, Sknerus McKwacz – Sknera Mac Kwak itp.
Komiksy tłumaczone były przez Mariusza Arno Jaworowskiego i Antoniego Marianowicza.